# Klaus Winter
Klaus Winter (Hamburgo, 21 de dezembro de 1930) é um físico alemão.
Em 1993 recebeu a Medalha Stern-Gerlach e em 1997 o Prêmio Bruno Pontecorvo.

## Obras
- Experimental studies of weak interactions. In: John Krige (Ed.): History of CERN, Bd.3, North Holland 1996
- Klaus Winter (Ed.): Neutrino Physics, Cambridge University Press 1991, 2000.
  - darin von Winter: Neutrino reactions and the structure of the weak neutral current
- Klaus Winter (Hrsg) und Guido Altarelli (Ed.): Neutrino Mass, Springer 2003.